# Mollinedia howeana
Mollinedia howeana är en tvåhjärtbladig växtart som beskrevs av Janet Russell Perkins. Mollinedia howeana ingår i släktet Mollinedia och familjen Monimiaceae. Inga underarter finns listade i Catalogue of Life.